# Pronomapyga
Pronomapyga is een geslacht van rechtvleugeligen uit de familie sabelsprinkhanen (Tettigoniidae). De wetenschappelijke naam van dit geslacht is voor het eerst geldig gepubliceerd in 1914 door Rehn.

## Soorten
Het geslacht Pronomapyga omvat de volgende soorten:
- Pronomapyga grandis Rehn, 1914
- Pronomapyga graueri Rehn, 1914